# Ballybofey
Ballybofey (in irlandese Bealach Féich, - la strada di Fiach -, oppure Bailebo Fiach - un "bailebo" era un'area di terra assegnata ad una mucca per una tassa annuale) è una cittadina del Donegal, situata al centro della contea di cui fa parte, a metà strada tra Letterkenny e Donegal Town, nella Finn Valley. 
Curiosità legata a questo centro, è il fatto di essere praticamente attaccata a quella che definiscono la cittadina gemella, Stranorlar: i due centri sono separati soltanto dal fiume Finn, con sopra un ponte che li collega. Con il centro adiacente, Ballybofey ha conosciuto nell'ultimo secolo un sostanziale aumento della popolazione, così come una crescita del settore commerciale.

## Sport
Ballybofey, nonostante le sue dimensioni ridotte e la ridotta popolazione, è il principale centro per lo sport della propria contea.
Nel centro del paese è situato il Finn Park, impianto dove gioca la squadra di calcio dei Finn Harps, formazione professionistica irlandese attualmente in Premier Division.
Molto importante e ben più capiente del primo è anche il MacCumhail Park, lo stadio casalingo della squadra del Donegal GAA, ovvero delle rappresentative di tutta la contea per gli sport gaelici (calcio gaelico, hurling, camogie ecc.).
Diffusissima anche la pesca, che ha visto aprire numerosi circoli e club dedicati.